# Gerard Joan Vreeland
Gerard Joan Vreeland est le 34e gouverneur du Ceylan néerlandais.